# Centre historique
 (novembre 2022).
Si vous disposez d'ouvrages ou d'articles de référence ou si vous connaissez des sites web de qualité traitant du thème abordé ici, merci de compléter l'article en donnant les références utiles à sa vérifiabilité et en les liant à la section « Notes et références ».

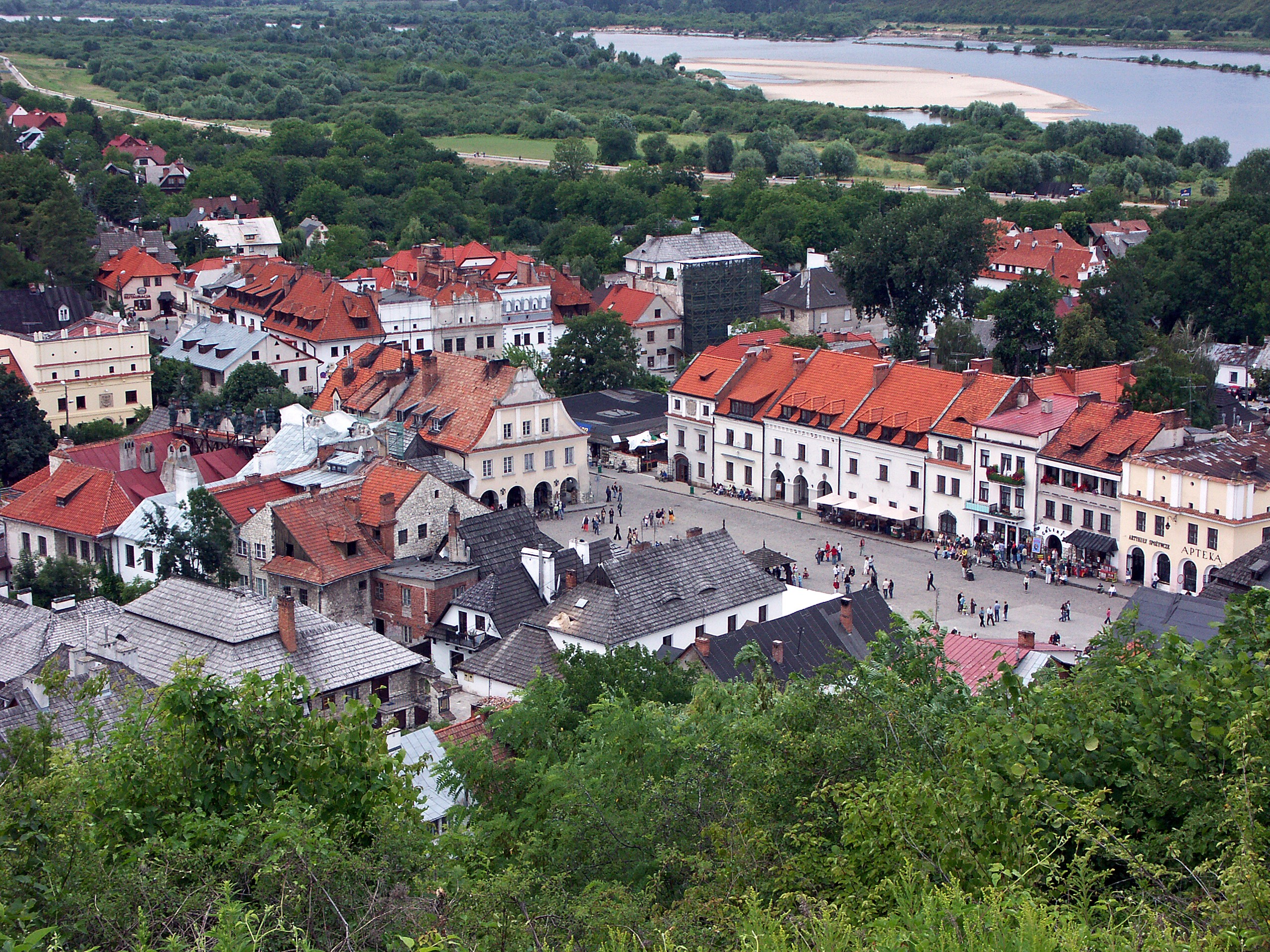
La vieille ville de Kazimierz Dolny, en Pologne

Le centre historique est l'espace urbain le plus ancien dans une commune.

## Définition
Sa définition peut varier selon les cités et les pays. Par exemple, dans les villes médiévales, le centre historique est celui compris généralement à l'intérieur du périmètre des anciennes murailles.

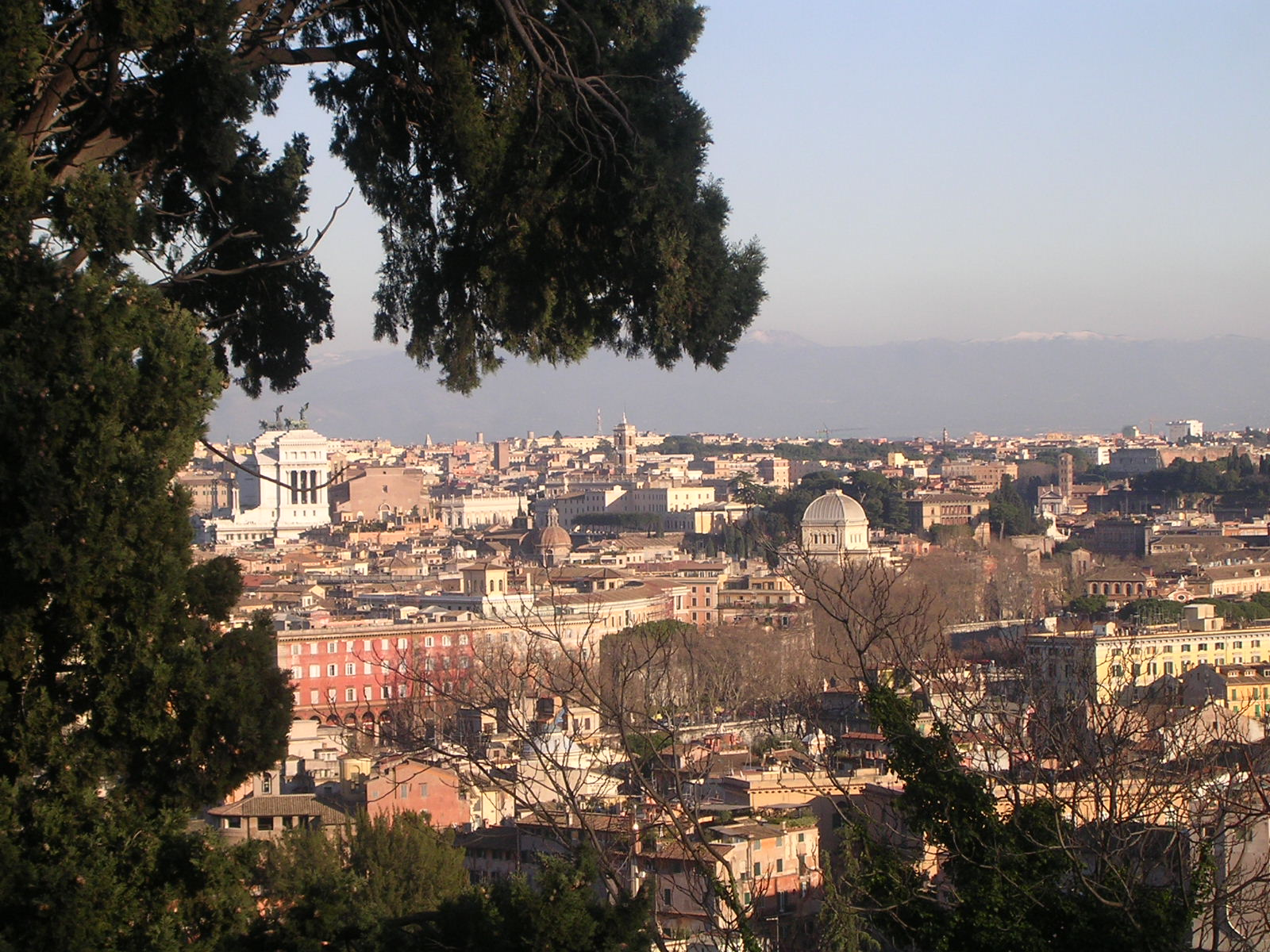
Vue de Rome depuis le Janicule.

En Italie, la définition urbaine du centre historique (en italien : Centro Storico) est née au XIXe siècle quand on commença à penser à la restructuration puis à la sauvegarde des parties antiques des villes. Au cours de ces dernières décennies, le développement des concepts de sauvegarde a progressé ; les définitions urbaines comme celle de l'historicité se sont élargies à l'ensemble de l'espace construit dit historique, en allant plus loin que la frontière des murailles des cités du passé. Dans cet esprit, les plans régulateurs des communes concernées ont tracé le périmètre de ces zones en les définissant normativement comme « Zone A » d'intérêt historique. 
En France, ces zones sont souvent sauvegardées et peuvent être soumis à un Plan de sauvegarde et de mise en valeur. Le centre historique se caractérise le plus souvent par un important patrimoine urbain et architectural. Parmi les plus remarquables, certains sont classés par l'Unesco au patrimoine mondial de l'humanité. 

## Europe

### En France

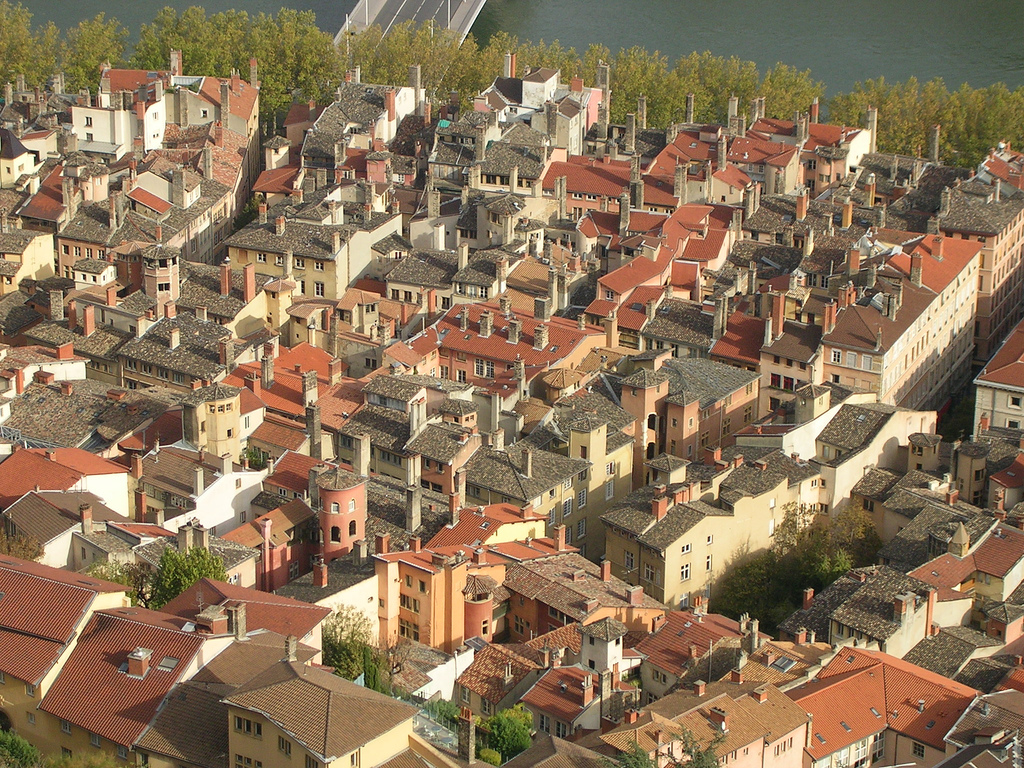
Les toits du Vieux Lyon

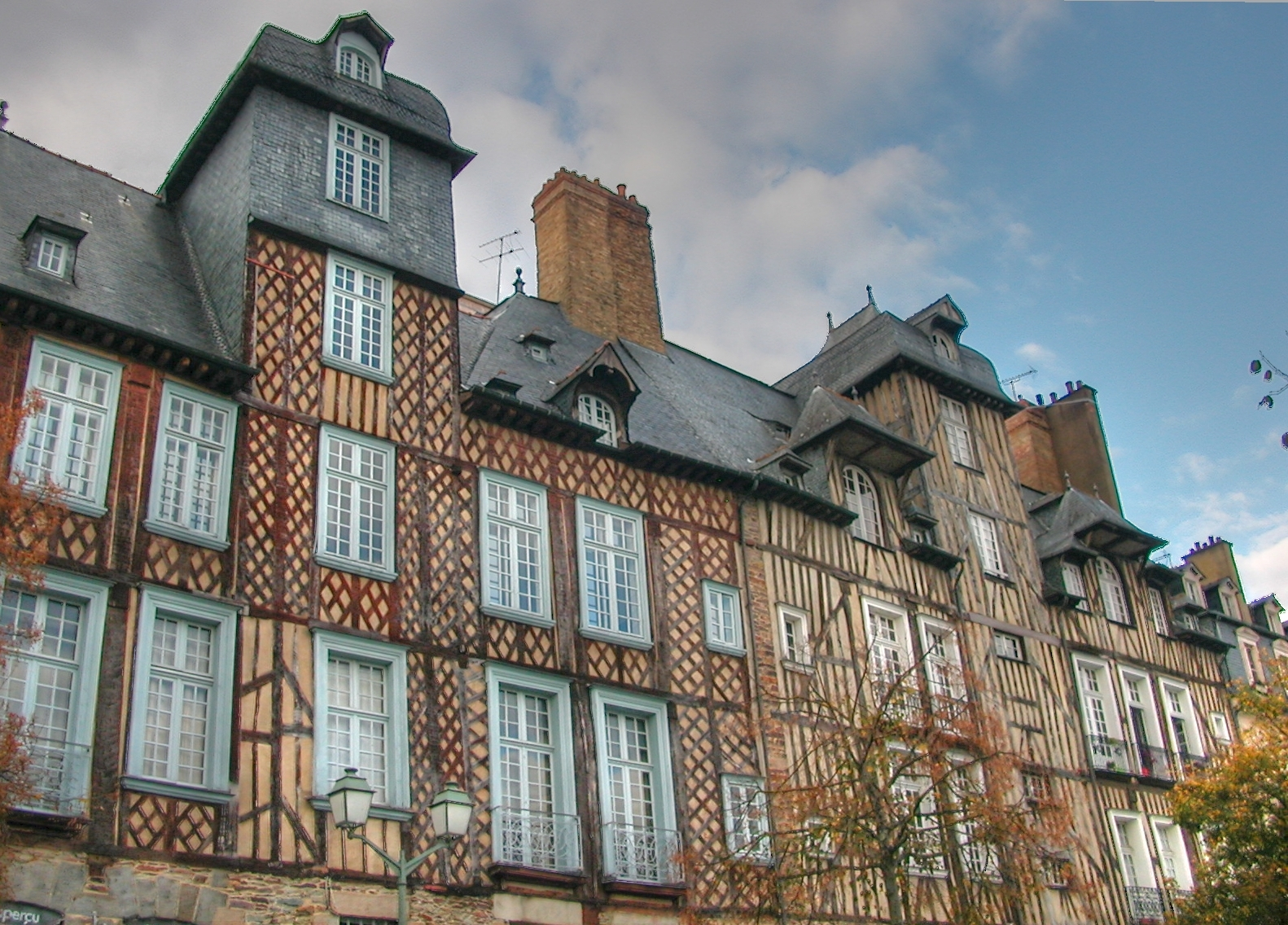
Centre historique de Rennes

En France, plusieurs villes ont conservé un important centre historique.
Centres historique classés par l'Unesco au patrimoine mondial de l'humanité :
- Albi (Tarn)
- Avignon (Vaucluse)
- Bordeaux (Gironde)
- Carcassonne (Aude)
- Lyon (Rhône)
- Provins (Seine-et-Marne)
- Strasbourg (Bas-Rhin)

Autres centres historiques :
- Besançon (Doubs)
- Lille (Nord)
- Nice (Alpes-Maritimes)
- Rennes (Ille-et-Vilaine)
- Rouen (Seine-Maritime)
- Saint-Malo (Ille-et-Vilaine)
- Toulouse (Haute-Garonne)

## Afrique

### Algérie
- Casbah d'Alger

### Égypte
- Vieux Rosette
- Monastère Sainte-Catherine du Sinaï dans le Sinaï

### Maroc
- Vieux Meknès
- Vieux Essaouira
- Vieux Fes
- Vieux Marrakech
- Tétouan
- El Jadida

### Tanzanie/Zanzibar
- Stone Town à Zanzibar (inscrite au patrimoine mondial de l'UNESCO)

### Tunisie
- Vieux Kairouan
- Sousse (inscrite au patrimoine mondial de l'UNESCO)
- Médina de Tunis à Tunis

## Amérique du Sud

### Argentine
- San Telmo et La Boca à Buenos Aires

### Colombie
- La Candelaria, quartier historique du centre-ville de Bogota

### République dominicaine
- Ciudad Colonial de Saint-Domingue, (inscrite au patrimoine mondial de l'UNESCO)